# Sandslash
Sandslash (Japans: サンドパン/Sandpan) is een soort Pokémon. Hij is waarschijnlijk gebaseerd op een spitsmuis, gordeldieren of schubdierachtigen. Sandslash evolueert van Sandshrew vanaf level 22. Sandslash heeft een gele huid, met een beigekleurige buik. Ook heeft hij lange nagels en veel bruine stekels op zijn rug. Opmerkelijk is dat Sandslash de baksteen-vormige schubben van Sandshrew niet heeft.

## Regionale vorm
Met de uitgave van Pokémon Sun en Moon, werd Alolan Sandslash geïntroduceerd. In tegenstelling tot een Sandslash uit Kanto, is Alolan Sandslash een IJs en Staal-type, en heeft hij ijspegels op zijn rug. Net als Alolan Sandshrew leeft Alolan Sandslash in koude gebieden. 

## Ruilkaartenspel
Van Sandslash bestaan 14 standaard Sandslash kaarten en 2 Brock's Sandslash kaarten, allemaal met Vecht als element. Er bestaat ook 1 Dark Sandslash kaart met Vecht en Duisternis als elementen en 1 Delta Sandslash kaart met Vecht en Staal als elementen. Daarnaast bestaan er 5 Alolan Sandslash kaarten, 3 met Water en 2 met Staal als element.